# Подорож у часі

Фотомонтаж, що зображає «кротовину», один з можливих способів подорожей у часі

Подорож у часі — гіпотетичне переміщення об'єктів між моментами часу, за якого плин часу для самого об'єкта й навколо не збігаються. Більшість визначень подорожі в часі виключають з обсягу поняття ті випадки, коли час подорожі самого об'єкта дорівнює подоланому ним проміжку часу.
Це явище є поширеною концепцією в філософії та фантастиці, особливо в науковій фантастиці. Фізика допускає подорожі в майбутнє, але можливість подорожей у минуле лишається дискусійним питанням.

## Підходи до визначення
Стенфордська філософська енциклопедія, розглядаючи популярні фантастичні переміщення в часі, визначає, що «подорожжю» можна вважати те переміщення, за якого плин часу для мандрівника відрізняється від плину часу навколо з точки зору зовнішніх спостерігачів. Наприклад, мандрівник у часі долає 30 років, тоді як для нього минає 1 рік. Тому очікування чи сон не буде подорожжю в часі, хоча людина може й не помітити часу, що минув. Також подорожжю в часі не було б спостереження минулого чи майбутнього. При тому ж перебування в анабіозі деякі дослідники відносять до подорожі в часі, бо процеси замороженого організму сповільнюються. Позаяк час — це послідовність подій, то в такому разі можна говорити про сповільнення самого часу і для мандрівника та навколо він відрізнятиметься.
Хоча, справедливе зауваження, що вимірювання часу залежить від системи відліку. Через це оцінка події як подорожі в часі відносна. Пункт сьогодення в цьому контексті часто не грає істотної ролі, оскільки це поняття залежить від стороннього спостерігача.
Деякі інтерпретації подорожей у часі також стверджують, що альтернативою їм може бути виникнення паралельного всесвіту, історія якого розходиться з оригінальною після моменту вирушення мандрівника в інший час. В одному всесвіті подорож відбулася, а в іншому ні, що вирішує низку внутрішніх суперечностей концепції подорожей у часі.

## Витоки концепції
Ідея подорожей у часі найраніше присутня в міфологічних епосах, релігійних текстах і казках. Спершу вони реалізувалися в мотиві, де людина відвідує надприродне місце чи засинає, а потім виявляє, що не помітила як минуло багато років. Так, в індуїстській міфології Вішну-пурана згадує історію про царя Какудмі, який подорожує на небо, щоб зустріти творця Брахму й почути його пісню, а коли повертається на землю, з подивом дізнається, що там минуло багато віків. Японська казка «Урасіма Таро» розповідає про рибалку, який відвідує підводний палац, а в його селі тим часом минуло 100 років. У єврейському переказі чудотворець засинає біля щойно посадженого дерева, а прокинувшись, бачить, що воно виросло, бо минуло 70 років.
В Україні, на Східній Галичині, наприкінці XIX ст. записано переказ про чоловіка, який пішов услід за птахом і ловив його годину, а насправді минула тисяча років. Чоловік не впізнавав місць і не розумів мови людей, а потім розсипався на пил.
Подорож у часі під час сну стала використовуватися письменниками з XVIII ст., а з XIX ст. виникають описи подорожей за допомогою спеціальних пристроїв: магічних, як-от годинники, а потім «машин часу», що використовують науку. Найвідомішою стала повість 1895 року «Машина часу» Герберта Веллса, хоча він і наступні письменники використовували подорож у часі як привід створити незвичайну ситуацію, рідко вдаючись до переконливих пояснень її принципів.
Подальший інтерес до подорожей у часі відбувається через суспільні настрої невдоволення поточним становищем, бажанням змінити колишній вибір або впевнитися, що він був не єдиний можливий. Свій внесок робить також суб'єктивність сприйняття світу, думки про те, що багато проблем уявні і людина може більше, ніж здається. Суттєвий вплив на уявлення про подорожі в часі здійснили відеоігри, адже там можна багаторазово перезапускати дію, вносити зміни після отримання незадовільних результатів.

## У філософії

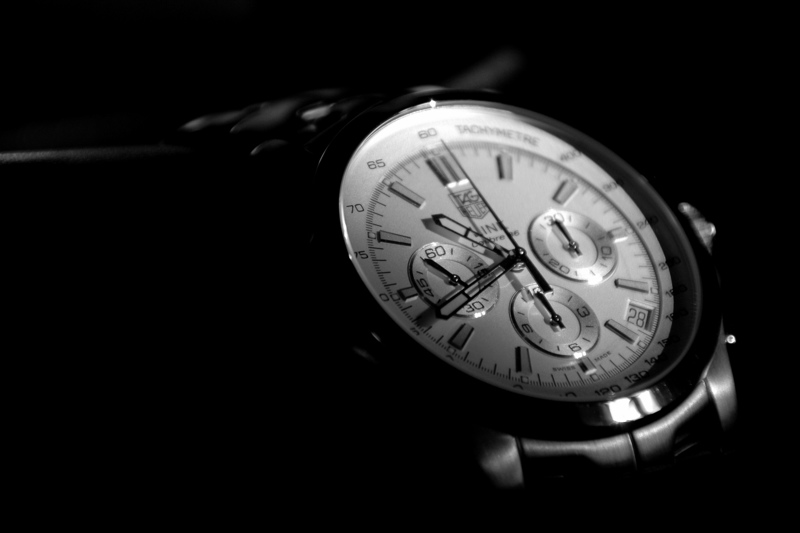
Згідно з поширеною думкою, насправді існує лише мить теперішнього

Філософські або ж метафізичні погляди на час пропонують дві головні концепції часу: презентизм і етерналізм. Презентизм припускає, що об'єктивно існує лише теперішнє, минулого вже немає, бо воно стало теперішнім, а майбутнє ще не сталося. Тому все існуюче присутнє лише «тепер» і не може опинитися в іншому часі. Тобто, подорожі в часі неможливі. Етерналізм натомість пропонує об'єктивне існування минулого та майбутнього; в деяких варіаціях — минулого та сьогодення, але не майбутнього. Тому подорожі в часі можливі, або можливі лише в межах того, що вже сталося.
Ісаак Ньютон розглядав час як середовище, що існує цілком самостійно поза космосом і не залежить від жодних процесів у ньому. На його думку, час плине скрізь із постійною швидкістю. Сучасна філософія та наука здебільшого дотримуються концепції простору-часу, в якій час і простір нерозривно пов'язані.
Статична теорія часу розглядає його як ще один вимір реальності, на кшталт трьох просторових вимірів (довжина, ширина, висота). Згідно з нею, минулі та майбутні стани об'єктів існують так само, як їхня права та ліва частини. Минуле, сьогодення та майбутнє містяться в єдиному просторі-часі, але людина сприймає їх не в усій повноті, а вибірково. Тому час у дійсності не плине, тож минуле та майбутнє в принципі досяжні, справа в наявності для цього відповідної точки зору.
Динамічна теорія пропонує розглядати час як дуже відмінний від простору. З цієї причини світ мінливий і існувати може тільки теперішнє, що завжди міститься між уже неіснуючим минулим і ще неіснуючим майбутнім. Плин часу — не особливість сприйняття людини, а реальне та незалежне від розуму явище.

## У фізиці
Подорожі в часі порушували б другий закон термодинаміки, який стверджує, що ентропія завжди зростає. Подорожувати в минуле з цієї причини неможливо, бо тоді зі стану з високою ентропією мандрівник потрапив би в стан з нижчою ентропією.
Загальна теорія відносності передбачає, що наближення до швидкості світла сповільнило б час рухомого об'єкта, подорож зі швидкістю світла зупинила б його, а подорож швидше за швидкість світла повернуло б його назад у часі (див. також тахіон). Цей ефект підтверджено в 1975 році Керол Еллі з Університету Меріленду: атомний годинник на борту літака йшов на частки секунди повільніше за той, що лишився на землі. В інших експериментах вчені використовували прискорювачі часток: прискорені майже до швидкості світла частки розпадаються трохи повільніше, ніж ті, що залишилися в лабораторії як контрольні зразки. Загальна теорія відносності також показує, що гравітаційне поле надає того ж ефекту. Щоб подорожувати в майбутнє, потрібно розташуватися біля дуже масивного об'єкта, що має достатньо сильне гравітаційне поле, щоб суттєво деформувати простір-час поблизу нього.
Альберт Ейнштейн вказував, що подорож зі швидкістю світла або вище неможлива, оскільки маса на цих швидкостях стає нескінченною. Стівен Гокінг називав це причиною чому подорожі в часі не можна здійснити. Наприкінці 1980-х років Кіп Торн з Каліфорнійського університету в Берклі припустив, що в космосі існують об'єкти, відомі як «кротовини», що сполучають дві точки простору-часу коротшим шляхом. Якби існувала «кротовина», що сполучає віддалені на світлові роки одна від одної точки, то крізь неї можна було б подорожувати в майбутнє. На заваді цьому стає те, що її довелося б підтримувати весь термін, поки триває подорож. Згідно з сучасними теоріями про природу «кротовин», їх підтримання потребує речовини з негативною енергією, яку часто називають «екзотичною матерією». Багато фізиків вважають, що необхідну негативну енергію насправді можна отримати завдяки ефекту Казимира. Хоча ранні розрахунки припускали, що потрібен буде дуже великий обсяг негативної енергії, пізніші розрахунки показали, що його можна зробити як завгодно малим.
Інший підхід передбачає використання нескінченно довгого обертового циліндра, який зазвичай називають циліндром Типлера. Такий об'єкт, запропонований Віллемом Якобом ван Стокумом у 1936 році та Корнелем Ланцошем у 1924 році, згідно з аналізом Френка Типлера у 1974 році, може слугувати машиною часу. Якщо циліндр нескінченно довгий і досить швидко обертається навколо своєї довгої осі, то космічний корабель, що летить навколо циліндра по спіралі, міг би подорожувати назад у часі, або вперед, залежно від напрямок руху. Однак потрібні щільність і швидкість настільки великі, що звичайна матерія непридатна для створення циліндра. Подібний пристрій можна було б побудувати з космічної струни.
Реалізувати подорож у часі можливо через замкнені часоподібні криві — світові лінії, що перетинаються самі з собою та дозволяють цим об'єкту повернутися у власне минуле. Проте підрахунки свідчать, що в звичайному просторі такі лінії неможливі.
Багатосвітова інтерпретація квантової механіки припускає, що всі можливі квантові події можуть відбуватися у взаємовиключних паралельних історіях. Деякі її варіації стверджують, що ці історії здатні перетинатися. Та реалізована таким чином подорож не буде подорожжю в часі в класичному розумінні, бо оригінальна історія мандрівника лишиться незачепленою.

## Парадокси подорожей у часі

Варіація Пародоксу вбитого дідуся: більярдна куля подорожує в минуле та заважає собі здійснити подорож у часі

Аргументами проти можливості подорожей у часі є парадокси, які можуть супроводжувати такі подорожі.
Парадокс убитого дідуся. Парадокс, уперше описаний під цією назвою письменником-фантастом Рене Баржавелем у 1943 році. Якби подорож у часі була логічно можлива, тоді мандрівник у часі міг би повернутися в минуле та вбити свого дідуся. Тоді мандрівник у часі не народився б, не вирушив би в минуле та не вбив би свого дідуся. Виникає суперечність: внаслідок подорожі в часі дідусь одночасно і вбитий й не вбитий, а його вбивця існує і не існує. Як контраргумент існує думка американського філософа Девіда Левіса, опублікована в 1976 році, що парадокс не означає неможливості подорожей у часі; він означає, що результатом подорожі не може стати логічно неможлива подія. Тому переміститися в минуле можна, але вбити власного дідуся — ні. При спробі здійснити вбивство воно стане неможливим через цілком логічні причини, як-от несправність зброї.
«Може і не може». Це варіація парадоксу убитого дідуся, запропонована Левісом, зосереджена на самій можливості вбивства. Коли мандрівник у часі прибуває в минуле, він може вбити свого дідуся. При тому ж він не може вбити дідуся, бо здійснивши вбивство, він зробить неможливим своє існування та прибуття в минуле для вбивства. Він одночасно може і не може скоїти вбивство. З чого слідує, що сама подорож у часі неможлива. Левіс сам же пропонував вирішення парадоксу: можливість убити дідуся залежить від одних обставин і не залежить від інших. Прибуття в минуле не створює суперечності, лише двозначність, залежно від того, які передумови беруться до уваги. Кадрі Віхвелін у 1996 році відгукнулася про цей парадокс, що саме твердження «вбити власного дідуся в минулому»  позбавлене сенсу. Для того, щоб хтось «міг» це зробити, необхідно, щоб колись така подія вже відбулася. Оскільки ніхто ще не вбив власного дідуся, вирушивши в минуле, то безглуздо казати, що хтось «може» це зробити. «Могти вбити власного дідуся» тут логічно неможливо. Завжди буде причина з якої такої можливості не існуватиме.
Парадокс Ньюкома. Такий парадокс описав фізик Вільям Ньюком у 1960 році. Парадокс торкається більшою мірою детермінізму та свободи волі, але також застосовний до подорожей у часі. Нехай існує ідеальний провісник (ним може бути мандрівник у часі), що цілковито точно знає майбутнє. Він пропонує гру, за правилами якої в одній з двох випадково обраних коробок може бути або виграш, або нічого. Позаяк мандрівник знає майбутнє, то він завжди підлаштує гру так, щоб гравець не отримав виграшу. Виходить, що вибір гравця одночасно визначений і невизначений наперед.

## У популярній культурі

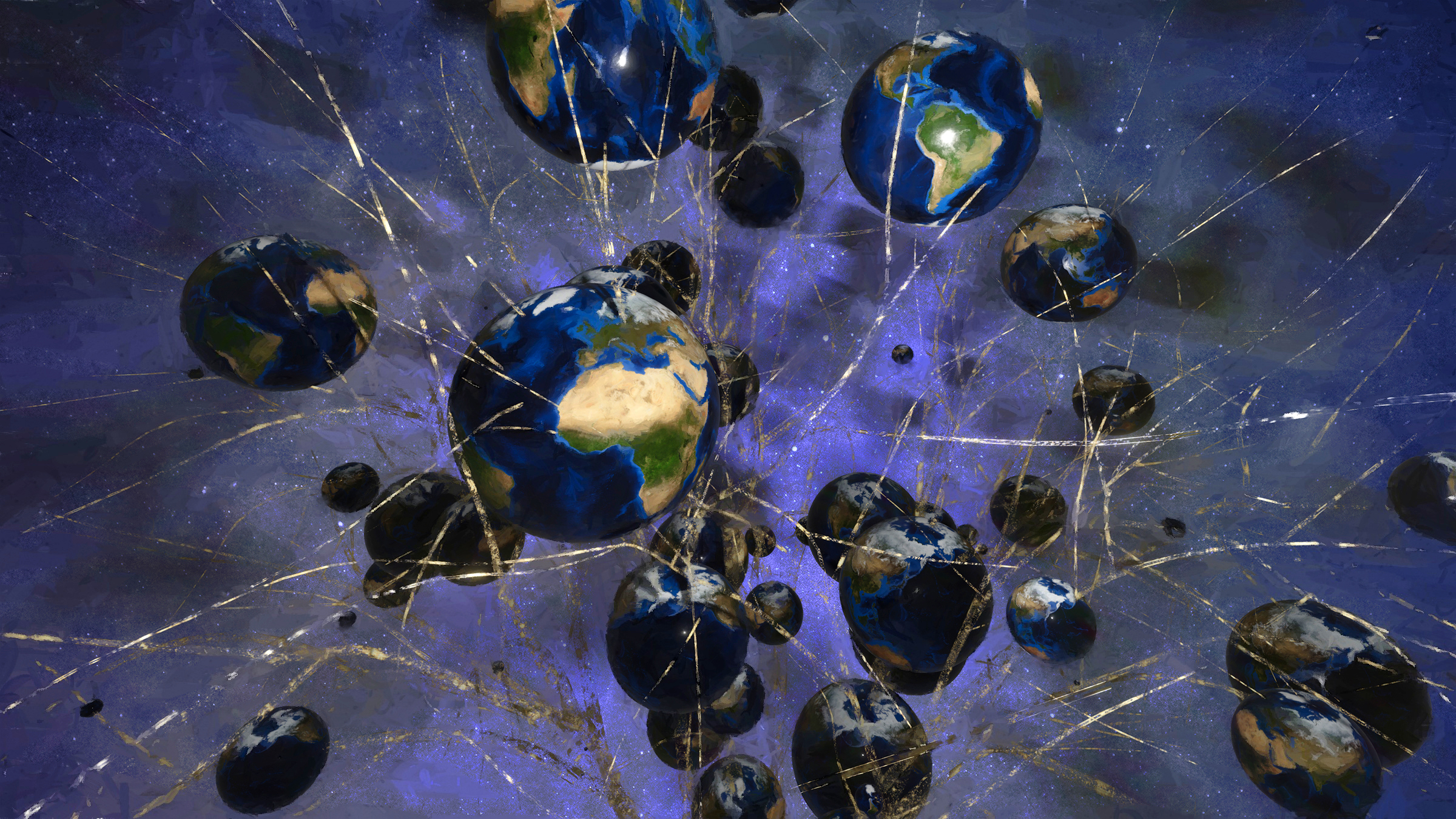
Художня репрезентація паралельних світів, якими в фантастиці часто вирішуються проблеми подорожей у часі

У художній літературі одна з найдавніших фантазій про подорожі в часі присутня у п'єсі «Рік 7603» Йогана Германа Весселя, написаній у 1785 році. Там магія використовується, щоб пояснити перехід із тогочасся до 7603 року нашої ери.
В епоху раннього модерну 1700-х і 1800-х років оповіді про подорожі в часі уві сні набули популярності. Приклади включають класичну казку про Ріпа Ван Вінкла, а також такі книги, як утопічний роман Едварда Беламі 1888 року «Озираючись назад», у якому його сучасник прокидається у 2000 році, і роман Герберта Веллса 1899 року «Сплячий прокидається» про чоловіка, який спить століттями, не старіючи, а прокидається в цілком перетвореному Лондоні майбутнього. В інших історіях цього періоду люди рухаються назад у часі. У сатирі Марка Твена 1889 року «Янкі з Коннектикуту при дворі короля Артура» удар по голові закидає інженера в часи правління легендарного британського монарха. Серед інших важливих «антироманів» із подорожами в часі можна відзначити «Ліхтар монаха» (1906) Джорджа Коултона, котрий мав за мету розвіяти ностальгічні ілюзії щодо середньовічної церкви. Також у мистецтві кінця XIX ст. починають з'являтися описи речей, які забезпечують подорожі в часі, головним чином годинники. Наприклад, в оповіданні Едварда Пейджа Мітчелла 1881 року «Годинник, який повернувся назад» або в дитячому фентезі Льюїса Керрола 1889 року «Сільві та Бруно».
У повісті 1895 року «Машина часу» Герберт Веллс описав спеціальну машину, що може рухатися вперед і назад крізь тривалі проміжки часу. Багато наступних митців використали концепцію Веллсової «машини часу», хоча вперше такий пристрій змалював Енріке Гаспар у 1887 році в «Анахронопеті». До 1920-х тема подорожей у часі була присутня в фантастиці, але не користувалася широкою популярністю. Наприклад «Завідна людина» (1923) Едвіна Вінсента Одлі чи «Подорож туди й назад до 2000 року» (1925) Вільяма Воллеса Кука, який іронічно обіграв бажання мандрівників у часі масово відвідати 2000-й рік.
У середині — другій половині XX ст. стали популярні твори про подорожі в минуле, щоб зустріти відомих доісторичних тварин, як-от динозаври, чи історичних осіб, як у «Зброя для динозавра» (1956) Лайона Спрег де Кемпа. В «Двічі у часі» (1940) Менлі Вейда Веллмана присутня одна з перших спроб показати як мандрівник у часі успішно стає відомою особою в іншій епосі. В ряді науково-фантастичних оповідань сучасність потерпає від прибульців з інших епох, зокрема в «Твонкі» (1942) і «Мімсі були бороговцями» (1943) Льюїса Педжетта, «Дитяча гра» (1947) Вільяма Тенна та «Маленька чорна сумочка» (1950) Сиріла Корнбласа. В 1950-і подорожі в часі стали поширеною та типовою темою наукової фантастики, що швидко зумовило брак нових ідей. Але вже в 1960-і настав новий розквіт цієї теми. З'явилися твори альтернативної історії, де подорож у часі суттєво змінює світ, деякі фантасти зосередилися на проблемі конфлікту цінностей у різних епохах. У «Ось чоловік» Майкла Муркока (1966) та «Планета в оці часу» Браяна Ерншоу (1968) розглядається можливість для мандрівника у часі стати пророком у минулому. Тоді як «Доктор» Теодора Л. Томаса (1967) цинічно переглядає потенціал, який має мандрівник у часі, щоб діяти як апостол прогресу. Деякі твори грайливо зверталися до подробиць реальної історії, як «Вогняна варта» Конні Вілліса (1982) і «Книга судного дня» (1992) й «Не ворог, але час» Майкла Бішопа (1982). А в «Кораблях часу» Стівена Бекстера (1995) оригінальний роман «Машина часу» Веллса стає причиною зміни описаної ним історії майбутнього.
Кінематографічні зображення подорожей у часі включають «Машину часу» (1960) та її рімейк 2002 року, серіал «Доктор Хто» (1963 — понині) «Втеча з планети мавп» (1971), «Термінатор» (1984) та його продовження, «Назад у майбутнє» (1985) та його продовження, серіал «Квантовий стрибок» (1989—1993), «Дванадцять мавп» (1995), «Ефект метелика» (2004), «Тенет» (2020), «Проєкт Адам» (2022).
Поміж відомих відеоігор про подорожі в часі: EarthBound (1994), Chrono Trigger (1995), The Legend Of Zelda: Ocarina Of Time (1998), Blinx: The Time Sweeper (2002), TimeSplitters 2 (2002), Prince Of Persia: The Sands Of Time (2003), Ghost Trick: Phantom Detective (2011), BioShock Infinite (2013), Life Is Strange (2015), Quantum Break (2016), Radiant Historia: Perfect Chronology (2017).